# 1518
Відродження •  Реформація •  Доба великих географічних відкриттів •  Ганза •  Ацтецький потрійний союз •  Імперія інків

## Геополітична ситуація
Османську державу очолює Селім I (до 1520). Імператором Священної Римської імперії є Максиміліан I Габсбург (до 1519). У Франції королює Франциск I (до 1547).
Середню частину Апеннінського півострова займає Папська область. Неаполітанське королівство на півдні захопила Іспанія. Могутніми державними утвореннями півночі є Венеційська республіка, Флорентійська республіка, Генуезька республіка та герцогство Міланське (останні три під контролем Франції).
Кастилія і Леон та Арагонське королівство об'єднані в Іспанське королівство, де править Карл I (до 1555). В Португалії королює Мануел I (до 1521).
Генріх VIII є королем Англії (до 1547), королем Данії та Норвегії Кристіан II (до 1523). Сванте Нільссон є регентом Швеції. Королем Угорщини та Богемії є Людвік II Ягеллончик (до 1526). У Польщі королює Сигізмунд I Старий (до 1548), він же залишається князем Великого князівства Литовського.
Галичина входить до складу Польщі. Волинь належить Великому князівству Литовському. Московське князівство очолює Василій III (до 1533).
На заході євразійських степів існують Казанське ханство, Кримське ханство, Астраханське ханство Ногайська орда. Єгипет захопили турки. Шахом Ірану є сефевід Ісмаїл I.
У Китаї править династія Мін. Значними державами Індостану є Делійський султанат, Бахмані, Віджаянагара. В Японії триває період Муроматі.
У Долині Мехіко править Ацтецький потрійний союз на чолі з Монтесумою II (до 1520). Цивілізація мая переживає посткласичний період. В Імперії інків править Уайна Капак (до 1525).

## Події

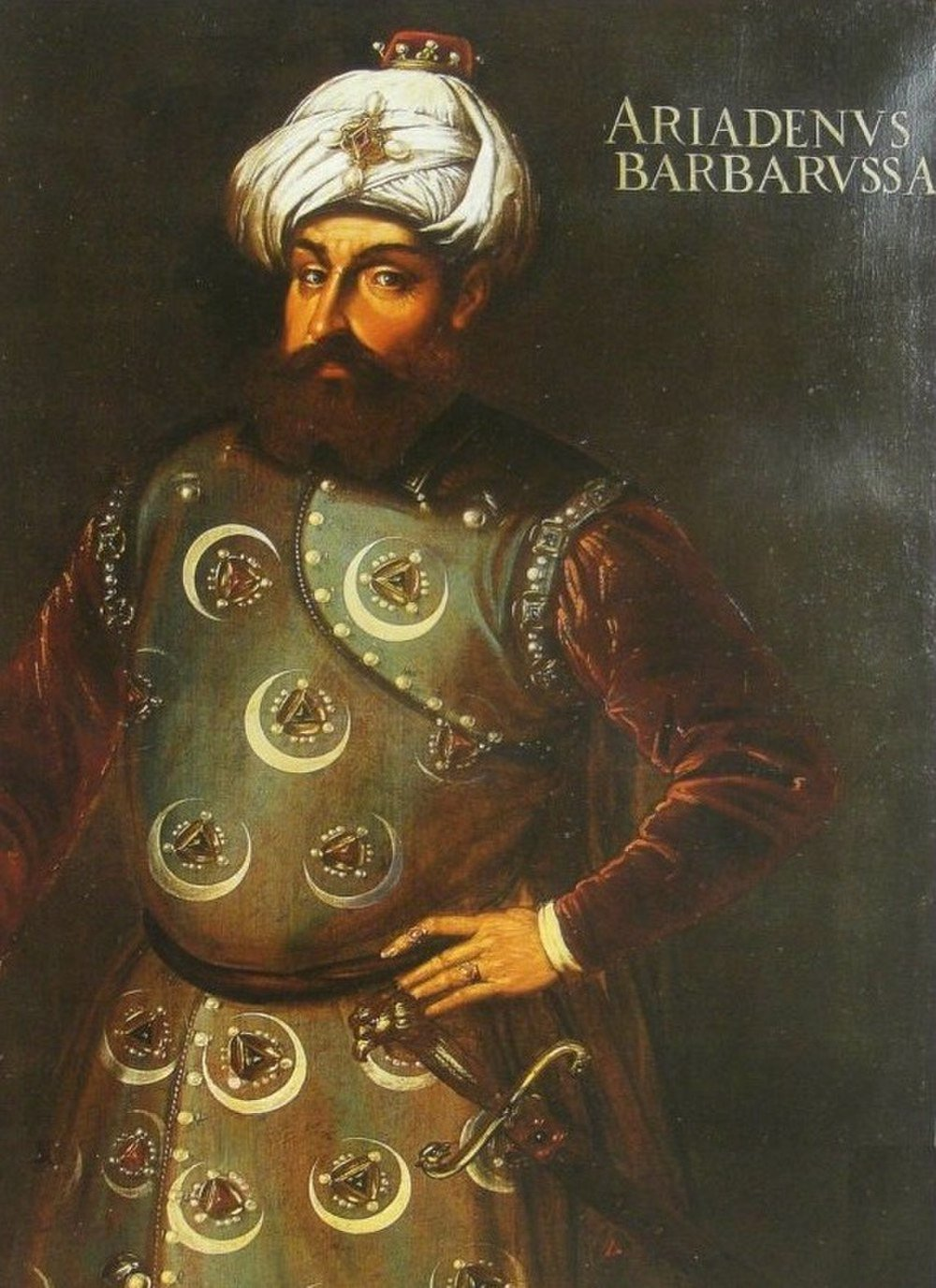
Хайр ад-Дін Барбаросса

- Містечку Ягільниця (нині село у Чортківському районі Тернопільської області) надано магдебурзьке право.
- Король Польщі Сигізмунд I Старий одружився з Боною Сфорца.
- 3 жовтня у Лондоні підписано угоду між послами європейських держав, яка встановила тимчасовий мир у Західній Європі.
- Наступ данського короля Кристіана II на Швецію зазнав невдачі під Стокгольмом. Він відступив, щоб готуватися до нового вторгнення. Папа римський Лев X наклав на Швецію інтердикт за несправедливе поводження із архієпископом Уппсали.
- На рейхстазі в Аугсбурзі імператор Максиміліан I намагався добитися титулу римського короля для свого внука Карла. На тому ж рейхстазі Мартін Лютер зустрівся з папським посланцем із домініканців і проголосив зверхність святого письма над папством. Він не відкликнувся на запрошення поїхати до Рима.
- Конкістадор Хуан де Гріхальва здійснив експедицію на Юкатан і довідався про існування імперії ацтеків.
- У битві з іспанцями загинули пірат Арудж Барбаросса та його молодший брат Ісхак. Інший брат, Хайр ад-Дін Барбаросса, отримав від Османської імперії титул бейлербея та правління в Алжирі.
- Португальці збудували фортецю на Цейлоні.
- Багато людей у Стразбурзі померли від танцювальної манії — дивної хвороби, при якій людина не може припинити танцювати.

## Народились
Докладніше: Народилися 1518 року

## Померли
Докладніше: Померли 1518 року